# Светлоглазые мухоловки
Светлоглазые мухоловки (лат. Pachycephalopsis) — род воробьиных птиц птиц из семейства Австралийские зарянки.

## Виды
- Зеленоснинная светлоглазая мухоловка Pachycephalopsis hattamensis (Meyer, AB 1874)
- Сероспинная светлоглазая мухоловка Pachycephalopsis poliosoma Sharpe, 1882